# Vít Chlup
Vít Chlup (15. dubna 1920 Olomouc – 24. února 1995 Praha) byl český klavírista, pozounista a dirigent.

## Život
Byl synem hudebního skladatele Rudolfa Chlupa. Vystudoval reálku a obchodní akademii v Bratislavě. Hudbě se učil u svého otce a hře na klavír u Amálie Hořejšové v Bratislavě. Pokračoval studiem hudební vědy na Karlově univerzitě a kromě toho absolvoval abiturientský kurz konzervatoře. V dirigování byl žákem Pavla Dědečka.
Stal se pozounistou a korepetitorem Pražské zpěvohry. V letech 1940–1942 byl členem Pražského symfonického orchestru. Od roku 1949 byl učitelem klavíru na hudební škole Leoše Janáčka v Prostějově. Zde také dirigoval Orchestrální sdužení. V repertoáru se zaměřovval na méně známou hudbu starých českých skladatelů. V letech 1953–1954 řídil symfonické koncerty orchestru olomoucké opery. Byl správcem hudebního oddělení Univerzity Palackého v Olomouci, řídil komorní soubor Collegium musicum a vedl i hudební archiv arcibiskupského zámu v Kroměříži.
Od roku 1954 byl redaktorem symfonické hudby bratislavského rozhlasu. Jako host řídil Symfonický orchestr bratislavského rozhlasu, Karlovarský symfonický orchestr a další česká hudební tělesa.